# Rallye de Côte d'Ivoire 1977
Le Rallye de Côte d'Ivoire Bandama 1977 (9e Rallye Bandama), disputé du 14 au 20 décembre 1977, est la vingtième et dernière manche de la Coupe FIA 1977 des pilotes de rallye.

## Le parcours
- vérifications techniques : 14 décembre 1977 à Abidjan
- départ : 15 décembre 1977 d'Abidjan
- arrivée : 20 décembre 1977 à Abidjan
- distance : 5 500 km
- surface : terre
- Parcours divisé en cinq étapes[2]

## Classement général

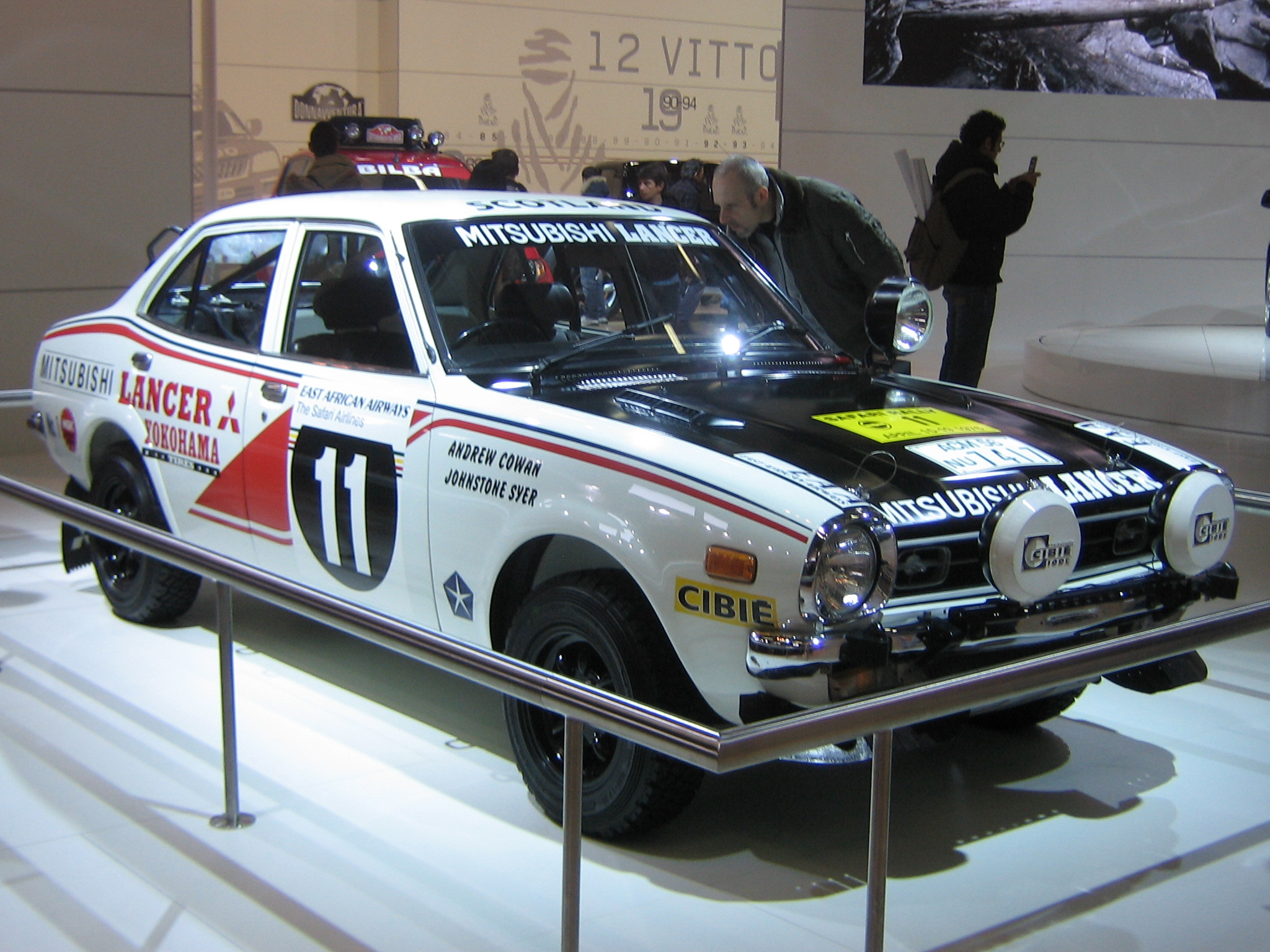
La Mitsubishi Colt Lancer groupe 4.

| Pos | No | Pilote                | Copilote            | Voiture                | Pénalisations      | Écart                | Groupe |
| --- | -- | --------------------- | ------------------- | ---------------------- | ------------------ | -------------------- | ------ |
| 1   | 5  | Andrew Cowan          | Johnstone Syer      | Mitsubishi Colt Lancer | 4 h 45 min 27 s 2  |                      | 4      |
| 2   | 3  | Joginder Singh        | Mike Doughty        | Mitsubishi Colt Lancer | 6 h 18 min 33 s 7  | + 1 h 33 min 06 s 5  | 4      |
| 3   | 8  | Jean Guichet          | Jean de Alexandris  | Peugeot 504            | 8 h 23 min 44 s 9  | + 3 h 38 min 17 s 7  | 4      |
| 4   | 18 | Michel Mitri          | Marcel Copetti      | Datsun 1800 SSS        | 10 h 41 min 32 s 5 | + 5 h 56 min 05 s 3  | 2      |
| 5   | 17 | Jean-François Vincens | Félix Giallolacci   | Mitsubishi Colt Lancer | 11 h 10 min 42 s 9 | + 6 h 25 min 15 s 7  | 2      |
| 6   | 21 | Guy Deladrière        | J.P. De Clerck      | Peugeot 504            | 12 h 49 min 46 s 4 | + 8 h 04 min 19 s 2  | 2      |
| 7   | 19 | Adolphe Choteau       | Patrick Destaillats | Peugeot 504            | 13 h 13 min 39 s 3 | + 8 h 28 min 12 s 1  | 2      |
| 8   | 39 | Jean Ferber           | M.P. Ferber         | Peugeot 504            | 17 h 15 min 56 s 7 | + 12 h 30 min 29 s 5 | 1      |
| 9   | 26 | Gérard Tuffal         | A. Degiovanni       | Datsun 1600 SSS        | 18 h 54 min 49 s 2 | + 14 h 09 min 22 s 0 | 2      |

## Hommes de tête
- Timo Mäkinen -  Henry Liddon (Peugeot 504 V6 coupé) : jusqu'au début de la deuxième étape
- Hannu Mikkola -  Arne Hertz (Peugeot 504 V6 coupé) : jusqu'au début de la troisième étape
- Andrew Cowan -  Johnstone Syer (Mitsubishi Colt Lancer) : jusqu'à la fin de la cinquième étape

## Résultats des principaux engagés

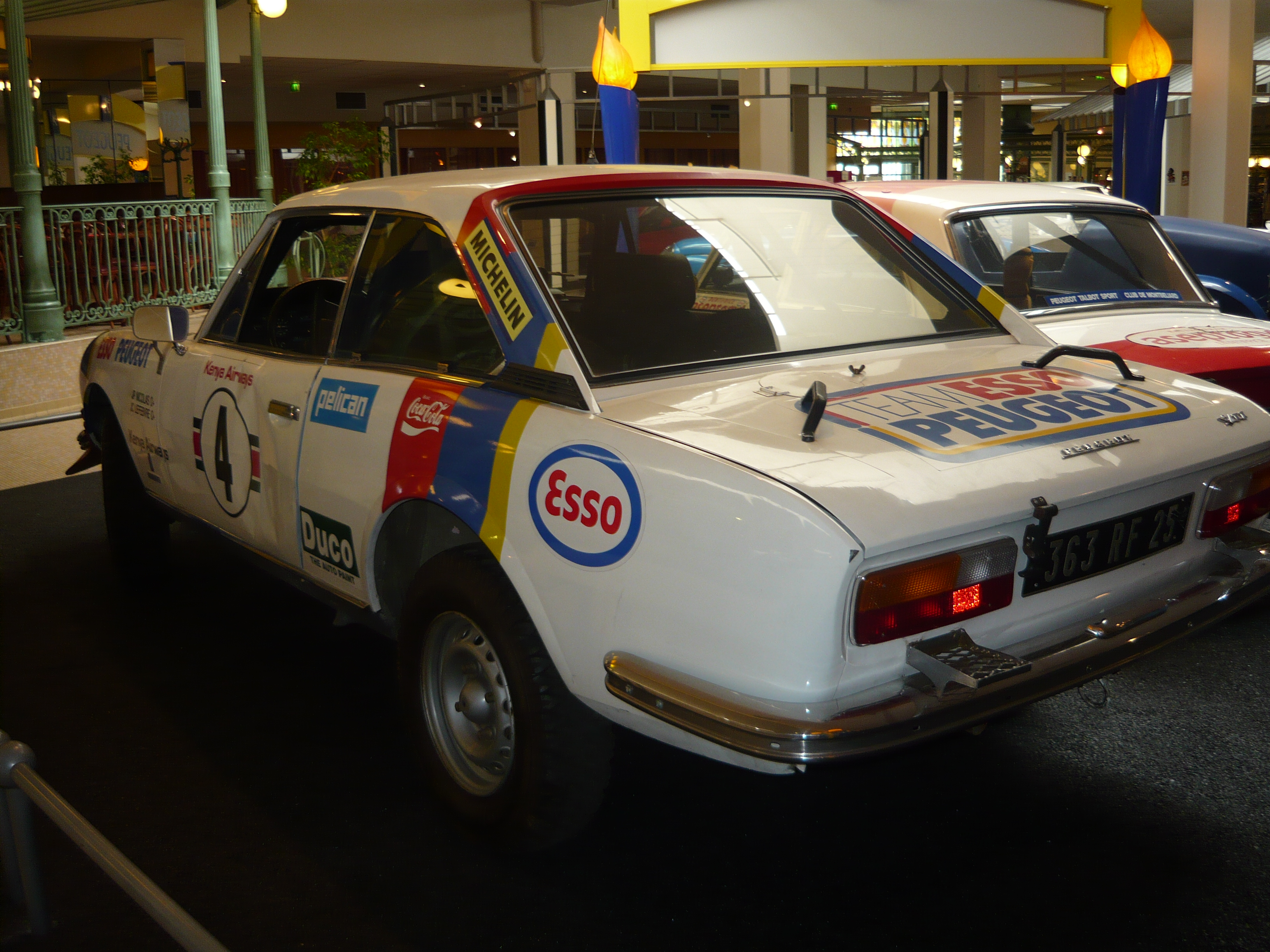
Grandes favorites de la course, les quatre 504 V6 officielles ont toutes abandonné.

| No | Pilote                | Copilote            | Voiture                | Groupe | Classement général                       | Class. groupe |
| -- | --------------------- | ------------------- | ---------------------- | ------ | ---------------------------------------- | ------------- |
| 1  | Timo Mäkinen          | Henry Liddon        | Peugeot 504 V6 coupé   | 4      | ab. dans la 2e étape (pont arrière)      | -             |
| 2  | Henri Pescarolo       | Gérard Flocon       | Peugeot 504 V6 coupé   | 4      | ab. dans la 1re étape (mise hors-course) | -             |
| 3  | Joginder Singh        | Mike Doughty        | Mitsubishi Colt Lancer | 4      | 2e à 1 h 33 min 06 s 5                   | 2e            |
| 4  | Hannu Mikkola         | Arne Hertz          | Peugeot 504 V6 coupé   | 4      | ab. dans la 3e étape (sortie de route)   | -             |
| 5  | Andrew Cowan          | Johnstone Syer      | Mitsubishi Colt Lancer | 4      | 1er                                      | 1er           |
| 6  | Jean-Pierre Nicolas   | Jean Todt           | Peugeot 504 V6 coupé   | 4      | ab. dans la 4e étape (bielle coulée)     | -             |
| 7  | Jean-Claude Lefebvre  | Jacques Jaubert     | Peugeot 504            | 4      | ab. dans la 4e étape (accident)          | -             |
| 8  | Jean Guichet          | Jean de Alexandris  | Peugeot 504            | 4      | 3e à 3 h 38 min 17 s 7                   | 3e            |
| 9  | Samir Assef           | Jean-Yves Burelle   | Peugeot 504            | 4      | ab. dans la 4e étape (accident)          | -             |
| 10 | Marc Gérenthon        | Hélène Gérenthon    | Toyota Celica          | 2      | ab. dans la 4e étape (accident)          | -             |
| 12 | Raymond Touroul       | Robert Boubet       | Peugeot                | 2      | ab. dans la 2e étape (piston)            | -             |
| 15 | Alain Ambrosino       | Jean-Robert Bureau  | Peugeot 104 GL6        | 2      | ab. dans la 3e étape (accident)          | -             |
| 16 | Alain Oger            | Daniel Brichot      | Renault 12 Gordini     | 4      | ab. dans la 2e étape (différentiel)      | -             |
| 17 | Jean-François Vincens | Félix Giallolacci   | Mitsubishi Colt Lancer | 2      | 5e à 6 h 25 min 15 s 7                   | 2e            |
| 18 | Michel Mitri          | Marcel Copetti      | Datsun 1800 SSS        | 2      | 4e à 5 h 56 min 05 s 3                   | 1er           |
| 19 | Adolphe Choteau       | Patrick Destaillats | Peugeot 504            | 2      | 7e à 8 h 28 min 12 s 1                   | 4e            |
| 20 | Alain Cerf            | Hardy               | Subaru Leone           | 1      | ab. dans la 5e étape (moteur)            | -             |
| 21 | Guy Deladrière        | J.P. De Clerck      | Peugeot 504            | 2      | 6e à 8 h 04 min 19 s 2                   | 3e            |
| 26 | Gérard Tuffal         | A. Degiovanni       | Datsun 1600 SSS        | 2      | 9e à 14 h 09 min 22 s 0                  | 5e            |
| 39 | Jean Ferber           | M.P. Ferber         | Peugeot 504            | 1      | 8e à 12 h 30 min 29 s 5                  | 1er           |

## Classement final de la Coupe FIA des pilotes
- attribution des points : 9, 6, 4, 3, 2, 1 respectivement aux six premiers de chaque épreuve. Sont retenus pour le décompte final les cinq meilleurs résultats des onze épreuves mondiales (catégorie A), les deux meilleurs résultats des cinq rallyes sélectifs du Championnat d'Europe (catégorie B) et les deux meilleurs résultats des quatre autres rallyes sélectifs (catégorie C).
- le règlement pénalise les pilotes n'ayant participé à aucune manche du championnat d'Europe (catégorie B), les privant d'un de leurs meilleurs résultats ; en conséquence, Björn Waldegård doit décompter les neuf points d'une de ses trois victoires.

| Pos. | Pilote              | Marque     | Points  | M-C (A) | ARC (B) | SUE (A) | POR (A) | SAF (A) | NZL (A) | ACR (A) | GIR (C) | AFS (C) | POL (B) | FIN (A) | SM (B) | QUE (A) | TdF (B) | SAN (A) | AUS (C) | CAT (B) | COR (A) | RAC (A) | BAN (C) |
| ---- | ------------------- | ---------- | ------- | ------- | ------- | ------- | ------- | ------- | ------- | ------- | ------- | ------- | ------- | ------- | ------ | ------- | ------- | ------- | ------- | ------- | ------- | ------- | ------- |
| 1    | Sandro Munari       | Lancia     | 31      | 9       | -       | -       | -       | 4       | -       | -       | -       | 9       | -       | -       | 9      | -       | -       | -       | -       | -       | -       | -       | -       |
| 2    | Björn Waldegård     | Ford       | 30 (39) | -       | -       | -       | 6       | 9       | -       | 9       | -       | -       | -       | 4       | -      | -       | -       | 2       | -       | -       | -       | (9)     | -       |
| 3    | Bernard Darniche    | Lancia     | 27      | -       | -       | -       | -       | -       | -       | -       | -       | -       | 9       | -       | -      | -       | 9       | -       | -       | -       | 9       | -       | -       |
| 4    | Jean-Claude Andruet | Fiat       | 18      | 6       | -       | -       | 3       | -       | -       | -       | -       | -       | -       | -       | -      | -       | -       | 9       | -       | -       | -       | -       | -       |
| 5    | Ari Vatanen         | Ford       | 15      | -       | 9       | -       | -       | -       | 6       | -       | -       | -       | -       | -       | -      | -       | -       | -       | -       | -       | -       | -       | -       |
| 5=   | Timo Salonen        | Fiat       | 15      | -       | -       | -       | -       | -       | -       | -       | -       | -       | -       | 6       | -      | 9       | -       | -       | -       | -       | -       | -       | -       |
| 5=   | Rauno Aaltonen      | Datsun     | 15      | -       | -       | -       | -       | 6       | -       | -       | -       | -       | -       | -       | -      | -       | -       | -       | 9       | -       | -       | -       | -       |
| 5=   | Michèle Mouton      | Porsche    | 15      | -       | -       | -       | -       | -       | -       | -       | -       | -       | -       | -       | -      | -       | 6       | -       | -       | 9       | -       | -       | -       |
| 5=   | Simo Lampinen       | Fiat       | 15      | -       | -       | 3       | -       | -       | 3       | 3       | -       | -       | -       | -       | -      | 6       | -       | -       | -       | -       | -       | -       | -       |
| 10   | Kyösti Hämäläinen   | Ford       | 14      | -       | 2       | 2       | -       | -       | -       | -       | -       | -       | -       | 9       | -      | -       | -       | -       | -       | -       | -       | 1       | -       |
| 11   | Markku Alén         | Fiat       | 13      | -       | -       | -       | 9       | -       | 4       | -       | -       | -       | -       | -       | -      | -       | -       | -       | -       | -       | -       | -       | -       |
| 11=  | Fulvio Bacchelli    | Fiat       | 13      | -       | -       | -       | -       | -       | 9       | -       | -       | -       | -       | -       | -      | -       | -       | -       | -       | -       | 4       | -       | -       |
| 11=  | Roger Clark         | Ford       | 13      | -       | -       | -       | -       | -       | -       | 6       | -       | -       | -       | -       | -      | 4       | -       | -       | -       | -       | -       | 3       |         |
| 14   | Andrew Cowan        | Mitsubishi | 12      | -       | -       | -       | -       | 3       | -       | -       | -       | -       | -       | -       | -      | -       | -       | -       | -       | -       | -       | -       | 9       |
| 14=  | Maurizio Verini     | Fiat       | 12      | -       | -       | -       | 2       | -       | -       | -       | -       | -       | -       | -       | 4      | -       | -       | 6       | -       | -       | -       | -       | -       |
| 16   | Antonio Zanini      | Seat       | 10      | 4       | -       | -       | -       | -       | -       | -       | -       | -       | 6       | -       | -      | -       | -       | -       | -       | -       | -       | -       | -       |
| 16=  | Harry Källström     | Datsun     | 10      | -       | -       | -       | -       | -       | -       | 4       | -       | -       | -       | -       | -      | -       | -       | -       | 6       | -       | -       | -       | -       |
| 18   | Stig Blomqvist      | Saab       | 9       | -       | -       | 9       | -       | -       | -       | -       | -       | -       | -       | -       | -      | -       | -       | -       | -       | -       | -       | -       | -       |
| 18=  | Vittorio Coggiola   | Porsche    | 9       | -       | -       | -       | -       | -       | -       | -       | 9       | -       | -       | -       | -      | -       | -       | -       | -       | -       | -       | -       | -       |
| 18=  | Mauro Pregliasco    | Lancia     | 9       | -       | -       | -       | -       | -       | -       | -       | -       | -       | -       | -       | 6      | -       | -       | 3       | -       | -       | -       | -       | -       |
| 18=  | Salvador Cañellas   | Seat       | 9       | 3       | -       | -       | -       | -       | -       | -       | -       | -       | -       | -       | -      | -       | -       | -       | -       | 6       | -       | -       | -       |
| 18=  | Hannu Mikkola       | Toyota     | 9       | -       | 3       | -       | -       | -       | -       | -       | -       | -       | -       | -       | -      | -       | -       | -       | -       | -       | -       | 6       | -       |

- À noter : le classement final ci-dessus intègre le déclassement de la Ford de l'équipage Hettema-Boschof (initialement victorieuse du 'Total Rally South Africa'), à la suite d'une réclamation de la Scuderia Lancia, donnant la victoire sur tapis vert à la Lancia Stratos de Munari-Sodano. Les résultats de l'épreuve sud-africaine ne furent entérinés par la FIA qu'en février 1978[3]. Ci-dessous les scores effectifs après le Rallye de Côte d'Ivoire, prenant en compte la  victoire d'Hettema en Afrique du Sud, tels que publiés à l'issue de la course :

1. Björn Waldegård : 30 points
2. Sandro Munari : 28 points
3. Bernard Darniche : 27 points